# Badminton 1964
Höhepunkte des Badmintonjahres 1964 waren der Thomas Cup 1964 sowie die All England, die Irish Open, die Scottish Open, die German Open, die Dutch Open und die French Open.
==Internationale Veranstaltungen ==
| Veranstaltung | Herreneinzel      | Dameneinzel   | Herrendoppel                           | Damendoppel                        | Mixed                          |
| ------------- | ----------------- | ------------- | -------------------------------------- | ---------------------------------- | ------------------------------ |
| All England   | Knud Aage Nielsen | Judy Hashman  | Finn Kobberø Jørgen Hammergaard Hansen | Karin Jørgensen Ulla Rasmussen     | Tony Jordan Jennifer Pritchard |
| French Open   | Oon Chong Jin     | Imre Rietveld | Oon Chong Teik Oon Chong Jin           | Julie Charles Imre Rietveld        | Oon Chong Jin Julie Charles    |
| German Open   | Erland Kops       | Judy Hashman  | Erland Kops Poul-Erik Nielsen          | Angela Bairstow Jennifer Pritchard | Finn Kobberø Bente Flindt      |
| Malaysia Open | Billy Ng          | Sylvia Tan    | Tan Yee Khan Ng Boon Bee               | Teoh Siew Yong Rosalind Singha Ang |                                |
| Swedish Open  | Erland Kops       | Judy Hashman  | Jørgen Hammergaard Hansen Finn Kobberø | Judy Hashman Mary O’Sullivan       | Finn Kobberø Anne Flindt       |